# Гермоген (патриарх Московский)
Патриа́рх Гермоге́н (Ермоге́н, в миру — Ермола́й; ок. 1530, Казань, Казанское ханство — 17 (27) февраля 1612, Москва, Русское царство) — епископ Русской православной церкви. Патриарх Московский и всея Руси с 3 (13) июля 1606 по 24 марта (3 апреля) 1611 года. Известный церковный общественный деятель эпохи Смутного времени. Канонизирован Русской православной церковью.
Дни празднования священномученику Ермогену: 17 февраля (1 марта) в високосный год или 17 февраля (2 марта) в невисокосные годы — преставление, а также 12 (25) мая — прославление в лике святителей.

## Биография

### Начало пути
Родился около 1530 года. Происхождение Гермогена остаётся предметом споров. Есть мнения, что он из рода Шуйских, либо из Голицыных, либо незнатного происхождения. Возможно, он происходил из Донских казаков. Ещё подростком ушёл в Казань и поступил в Спасо-Преображенский монастырь, где его религиозные взгляды укрепились. Первые достоверные известия о Гермогене относятся ко времени его служения священником в Казани в конце 1570-х годов. В 1580-х годах был священником в Казани при Гостинодворской церкви святителя Николая Чудотворца. По отзывам современников, священник Ермолай уже тогда был «муж зело премудростью украшенный, в книжном учении изящный и в чистоте жития известный». В 1579 году совершилось явление чудотворной Казанской иконы Божией Матери. Будучи ещё священником, с благословения тогдашнего Казанского архиерея Иеремии, он переносил новоявленную икону с места обретения в церковь Святого Николая. В 1587 году, после смерти жены, имя которой история не сохранила, постригся в монахи в Чудове монастыре в Москве.

### Митрополит Казанский
13 (23) мая 1589 года хиротонисан во епископа и стал первым митрополитом Казанским. 9 (19) января 1592 года святитель Гермоген направил патриарху Иову письмо, в котором сообщал, что в Казани не совершается особое поминовение православных воинов, жизнь положивших за веру и Отечество под Казанью, и просил установить определённый день памяти воинов. Одновременно он сообщал о трёх мучениках, пострадавших в Казани за веру Христову, из которых один был русский, по имени Иоанн, пленённый татарами, а двое других, Стефан и Пётр, новообращённые татары. Святитель просил разрешения вписать их в синодик, читавшийся в Неделю Православия, и петь им вечную память. В ответ патриарх прислал указ от 25 февраля, который предписывал «по всем православным воинам, убитым под Казанью и в пределах казанских, совершать в Казани и по всей Казанской митрополии панихиду в субботний день после Покрова Пресвятой Богородицы и вписать их в большой синодик, читаемый в Неделю Православия». Повелевалось вписать в тот же синодик и трёх мучеников казанских, а день их памяти поручалось определить святителю Гермогену. Святитель объявил патриарший указ по своей епархии, добавив, чтобы по всем церквам и монастырям служили литургии и панихиды по трём казанским мученикам и поминали их на литиях и на литургиях 24 января среднею памятью. Святитель Гермоген сохранял твёрдость в соблюдении церковных традиций, активно занимался христианизацией казанских татар. Практиковалась и такая мера: новокрещёные народы переселяли в русские слободы, изолируя от общения с мусульманами.
В сентябре 1592 года участвовал в перенесении мощей архиепископа Казанского Германа (Садырева-Полева) из Москвы в Свияжский Успенский монастырь.
Около 1594 года в Казани на месте явления Казанской иконы был сооружён каменный храм; тогда им была составлена «Повесть и чюдеса Пречистыя Богородицы, честнаго и славнаго Ея явления образа, иже в Казани». В октябре 1595 года участвовал в открытии мощей святителей Гурия и Варсонофия, обретённых в ходе перестройки собора в казанском Спасо-Преображенском монастыре, и составил их житие.
Митрополита Гермогена хорошо знали в Москве. Присутствовал он во время избрания на царство Бориса Годунова; участвовал во всенародном молении при Борисе под Новодевичьим монастырём. В 1595 году он ездил в Углич для открытия мощей удельного Угличского князя Романа Владимировича. Лжедмитрий включил его в состав Боярской думы как известного и влиятельного человека. Но там Гермоген показал себя противником Лжедмитрия: выступил против избрания патриархом Игнатия и потребовал православного крещения Марины Мнишек. Лжедмитрий приказал сослать его в Казань. Приказ выполнить не успели в связи с убийством Лжедмитрия.

### Патриаршество
Выбор патриарха в России был предоставлен исключительно усмотрению и воле государя, церковный собор лишь подтверждал этот выбор. Василий Шуйский, низвергнув Лжедмитрия I, низложил Игнатия, и на его место поставил патриархом своего сторонника — Гермогена. Василий Шуйский решил сделать Гермогена патриархом как «врага предшествовавшего правительства».
3 (13) июля 1606 года Гермоген стал патриархом. Оставался сторонником Василия Шуйского в его борьбе с Лжедмитрием II, поддерживал его в подавлении восстания Болотникова и противился его свержению.
Арсений Елассонский сообщал в своих мемуарах, что патриарх Гермоген вместе с боярами и московскими жителями составили заговор с целью свержения царя Василия Шуйского, на место которого они хотели поставить царём польского королевича Владислава. В результате заговора они не только свергли Василия с царского престола, но и против желания Василия Шуйского постригли его в монахи, заточив в Чудов монастырь; против желания была пострижена в монахини и жена Василия Шуйского — Мария, заточенная в монастырь Иоанна Предтечи.
В Новом летописце события свержения Василия Шуйского изложены по-другому. Согласно Новому летописцу, Гермоген был противником свержения и насильственного пострижения Василия Шуйского и уже после пострижения Василия продолжал называть Шуйского царём, а иноком называл Василия Тюфякина (умер в 1595 году); последний согласно, Новому летописцу, произносил иноческие обеты за Василия Шуйского.
Решение о начале переговоров с гетманом Жолкевским о поставлении Владислава на русское царство принималось боярской думой с участием патриарха Гермогена, освященного собора и «всей земли». Гермоген выдвигал непременным условием воцарения польского королевича католика Владислава Сигизмундовича принятие им православия. Однако без принятия православия по благословению и совету патриарха Гермогена, московское правительство вместе с москвичами в конце августа 1610 года избрало царём России польского королевича Владислава. По благословению и совету патриарха Гермогена и при личном участии патриарха и от его имени к присяге Владиславу и его потомству были приведены жители Москвы 27 августа 1610 года; патриарх Гермоген вместе с архиереями, боярами, синклитом двора и всем народом Москвы отправили к польскому королю Сигизмунду посольство, возглавляемое митрополитом Филаретом (Романовым), с подарками и ходатайством — прислать на московское царство его сына Владислава. Гермоген оставался противником введения польского гарнизона в столицу, для этой цели он собрал в сентябре 1610 года большое количество дворян и служилых людей; на собрание обсуждался вопрос о том, как бы нарушить присягу (крестное целование), данное Владиславу и отказаться от приглашения на царство Владислава. Однако, эта попытка была пресечена Мстиславским.
После захвата Москвы польскими войсками возглавил патриотическое движение, рассылал грамоты в Нижний Новгород, Суздаль, Владимир с призывом к восстанию против интервентов (декабрь 1610 — январь 1611).
Король Сигизмунд III не хотел утверждать договор, заключённый Жолкевским, и не хотел отдать своего сына Владислава на московское царство, желал самому быть русским царём, из-за этого произошли волнения в Рязани, Калуге и в других русских городах. В то время как московские бояре продолжали ждать приезд Владислава на московское царство, Прокопий Ляпунов и Иван Заруцкий подняли восстание и сформировали первое народное ополчение против поляков, находившихся в Москве. Ходили слухи, что восстание городов произошло по совету патриарха Гермогена, однако сам патриарх отрицал это. Восстание было подавлено, в подстрекательстве к восстанию и ответственности за массовые убийства был обвинён Гермоген. Без Архиерейского собора Гермоген боярами был лишён патриаршества, с него было снято архиерейское облачение, и в качестве простого монаха Гермоген был заключён в Кремле в подземелье Чудова монастыря (по другой версии — в подворье Кирилло-Белоезерского монастыря). Вместо него бояре вывели из Чудова монастыря прежнего патриарха Игнатия и посадили на патриаршем престоле. В Светлый понедельник 1611 года первое народное ополчение подошло к Москве и начало осаду Кремля, продолжавшуюся несколько месяцев. Осаждённые в Кремле поляки не раз посылали к патриарху Гермогену послов с требованием, чтобы он приказал русским ополченцам отойти от города, угрожая при этом ему смертной казнью. Святитель отвечал:

Что вы мне угрожаете? Боюсь одного Бога. Если все вы, литовские люди, пойдете из Московского государства, я благословлю русское ополчение идти от Москвы, но, если останетесь здесь, я благословляю всех стоять против вас и помереть за православную веру.

Уже из заточения Гермоген обратился с последним посланием к русскому народу, благословляя освободительную войну против завоевателей. 17 (27) февраля 1612 года, не дождавшись освобождения Москвы, умер. Высказываются разные мнения о причине смерти Гермогена: «по рассказу современников, уморили голодной смертью», был убит. Похоронили его в соборе Чуда Архангела Михаила, а в 1652 году тело перенесли в гробницу в Успенском соборе Кремля.

## Состояние Русской Церкви; сочинения Гермогена
Отзывы современников свидетельствуют о Патриархе как человеке выдающегося ума и начитанности: «Государь велика разума и смысла и мудра ума», «чуден зело и многаго разсуждения», «зело премудростию украшен и в книжном учении изящен», «о Божественных словесех присно упражняется и вся книги Ветхаго Закона и Новыя Благодати, и уставы церковныя и правила законныя до конца извыче». Святитель Гермоген много занимался в монастырских библиотеках, прежде всего в богатейшей библиотеке московского Чудова монастыря, где выписывал из древних рукописей ценнейшие исторические сведения, положенные в основу летописных записей. Летописцем «Воскресенской летописи» XVII века называют патриарха Гермогена. В сочинениях Предстоятеля Русской церкви и его архипастырских грамотах постоянно встречаются ссылки на Священное Писание и примеры, взятые из истории, что свидетельствует о глубоком знании Слова Божия и начитанности в церковной письменности того времени.
Церковная деятельность характеризовалась внимательным и строгим отношением к богослужению. При нём были изданы: Евангелие, Минеи месячные за сентябрь (1607), октябрь (1609), ноябрь (1610) и первые двадцать дней декабря, а также напечатан «Большой Верховный устав» в 1610 году. Патриарх тщательно наблюдал за исправностью текстов. По его благословению с греческого на русский язык была переведена служба святому апостолу Андрею Первозванному (память 30 ноября (13 декабря)) и восстановлено празднование памяти в Успенском соборе. Под наблюдением первосвятителя были сделаны новые станки для печатания богослужебных книг и построено новое здание типографии, пострадавшее во время пожара 1611 года, когда Москва была подожжена поляками.
Заботясь о соблюдении благочиния, Гермоген составил «Послание наказательно ко всем людям, паче же священником и диаконом о исправлении церковного пения». «Послание» обличает священнослужителей в неуставном совершении церковных служб: многогласии, а мирян — в неблагоговейном отношении к богослужению.
Среди его сочинений: Сказание о Казанской иконе Божией Матери и служба этой иконе (1594), послание патриарху Иову, содержащее сведения о казанских мучениках (1591), сборник, в котором рассматриваются вопросы богослужения (1598), патриотические грамоты и воззвания, обращённые к русскому народу (1606—1613). Патриарх писал к мятежникам: 

Обращаюсь к вам, бывшим православным христианам, всякого чина и возраста. Вы отпали от Бога, от правды и Апостольской Церкви. Я плачу, помилуйте свои души. Забыли вы обеты Православной веры вашей, в которой родились, крестились, воспитались, возросли. Посмотрите, как Отечество расхищается и разоряется чужими, какому поруганию предаются святые иконы и церкви, как проливается и вопиет к Богу кровь невинных. На кого вы поднимаете оружие? Не на Бога ли сотворившего вас, не на своих ли братьев, не своё ли Отечество разоряете? Заклинаю вас именем Господа Бога, отстаньте от своего начинания пока есть время чтобы не погибнуть. А мы примем вас кающихся.

## Почитание и прославление
В 1652 году его останки по повелению патриарха Московского Никона перенесены из ветхой гробницы в Чудове монастыре в Большой Успенский собор. Его мощи в деревянной гробнице, обитой фиолетовым бархатом, были поставлены в юго-западном углу Успенского собора, где они пребывают и ныне.
Прославлен в лике святых в воскресенье 12 (25) мая 1913 года (год 300-летия дома Романовых, за несколько дней до прибытия царской семьи в Москву) как священномученик; богослужения в Московском Кремле возглавлял патриарх Антиохийский Григорий IV; присутствовала великая княгиня Елисавета Феодоровна. Император Николай II в тот день возвращался из Берлина в Царское Село и направил на имя обер-прокурора Святейшего синода Владимира Саблера телеграмму из Кошедар: «Поручаю вам передать святейшему патриарху Григорию <…>, а также всем помолившимся за меня и мою семью в день прославления священномученика Ермогена мою сердечную благодарность. Искренно сожалею, что не мог быть на прославлении».
Первый храм в честь нового святого был освящён митрополитом Макарием (Невским) 13 (26) мая 1913 года — устроен Русским монархическим собранием и Русским монархическим союзом в подземелье Чудова монастыря.
11 и 12 (25) мая 1913 года в Московском Кремле состоялось торжественное открытие и переложение мощей святителя в новую раку, сооружённую иждивением императора Николая II и императрицы Александры Феодоровны, которую поместили под золочёным бронзовым шатром, изготовленным царём Михаилом Фёдоровичем. Торжества возглавил митрополит Московский Макарий (Невский), присутствовали великая княгиня Елизавета Фёдоровна и обер-прокурор Святейшего синода Саблер.
В 1916 году в № 9 «Богословского вестника» (печатного органа Московской духовной академии) были опубликованы служба и акафист святителю Гермогену (автор, предположительно, — протоиерей Илия Гумилевский).
12 (25) мая 2013 года в честь столетия причисления его к лику святых открыт памятник патриарху Гермогену в Александровском саду у стен московского Кремля. Памятник создан коллективом под руководством скульптора Салавата Щербакова и архитектора Игоря Воскресенского.
В декабре 2014 года памятник патриарху Гермогену, изготовленный на средства епархии и армянской общины города Альметьевска, был открыт на территории у Казанского кафедрального собора Альметьевска.

## В культуре
- Анонимная «Новая повесть о православном российском государстве» (1610—1611) прославляет Гермогена.
- Он упоминается у Гавриила Державина в стихотворении Мужество: «Там Гермоген, как Регул, страждет…» (1804)
- На мотив мученичества Гермогена создано много живописных и графических произведений, самым известным из которых является картина кисти Павла Чистякова (1860).
- Композитор Георгий Дмитриев посвятил патриарху Гермогену оперу-ораторию «Святитель Ермоген» (1999)[34].
- Исторической роли святителя Гермогена в Смутное время посвящена трагедия «Царский путь»[35] — постановка Московского театра русской драмы под руководством Михаила Щепенко.
- Также отображён в телесериале «Годунов». Роль Гермогена исполнил актёр Пётр Зайченко.